# Eksplozija dimnih plinov
Eksplozija dimnih plinov (znan tudi pod angleškim imenom backdraft) je eksplozivni vžig koncentriranih dimnih plinov. Če pride v zaprtem prostoru do požara, ki zaradi pomanjkanja kisika kmalu ugasne (vmesna faza tlenje), nastanejo zaradi pirolize še vnetljivi plini in hlapi. S počasnim hlajenjem prostora ti plini izgubijo prostornino, ustvarja se podtlak. To vodi do značilnega učinka, ko začne dim pri pragovih vrat in režah prehajati (»dihati«) iz prostora, kjer gori, v sosednji prostor in nazaj. Ko se vrata odprejo, pride do vdora svežega zraka od zunaj zaradi podtlaka in zmes postane vnetljiva. Če je še vedno prisoten vir vžiga (na primer žerjavica), eksplodira zmes pod temi pogoji z uničujočimi posledicami. Nastali podtlak in močna eksplozija so jasne razlike od »normalnega« vžiga dimnih plinov (angleško rollover) ali pa tako imenovanega požarnega preskoka (angleško flashover).

## Lastnosti vžiga dimnih plinov
V eksploziji dimnih plinov se razvije po oskrbi s kisikom plameni valj s hitrostjo do 20 m/s in s temperaturo 2000–2500 °C. Proti tako visokim temperaturam ne obvaruje niti dobra zaščitna obleka, narejena iz Nomexa. Najenostavnejša zaščita pred eksplozijo dimnih plinov je, da se uležemo na tla, kjer je precej nižja temperatura. Iz tega razloga je treba vrata vedno odpirati iz zaklona.
Nevarnost pri predhodni fazi eksplozije dimnih plinov je, da tlečega ognja v prostoru ni možno videti, slišati ali kakorkoli drugače zaznati, kar pogosto privede do smrtnih primerov.

## V literaturi in filmu
Svetopisemska zgodba v knjigi Daniel o treh mladih moških v goreči peči (okoli 600 pr. n. št.) vključuje verjetno prvi pisni opis eksplozije dimnih plinov (Dan 3,22 EU).
Eksplozija dimnih plinov je bila tudi osnova za film Povratni ogenj (Backdraft; 1991) s Kurtom Russellom in Robertom De Nirom v glavnih vlogah.